# Aces and eights
Aces and eights, a night in the saloon bar is een livealbum van Heather Findlay. Het bevat de gedeeltelijk opname van een concert dat zij in april 2017 gaf in de Londense saloon bar Aces and eights. Het was een semi-akoestische setting met Martin Ledger en Sarah Dean, normaliter deel uitmakend van de muziekgroep rondom Findlay.

## Musici
- Heather Findlay – zang, akoestische gitaar
- Martin Ledger – zang, akoestische en elektrische gitaar
- Sarah Dean – zang, harp

## Muziek
| Nr. | Titel                                                                 | Duur |
| --- | --------------------------------------------------------------------- | ---- |
| 1.  | Mountain spring (van album Mantra Vega: The illusion's reckoning)     | 6:04 |
| 2.  | Lake Sunday (van album Mantra Vega: The illusion's reckoning)         | 3:45 |
| 3.  | Bitterness burnt (van album I am snow)                                | 5:04 |
| 4.  | Magnolia half moon (van album Odin Dragonfly: Offerings)              | 4:51 |
| 5.  | Unoriginal sin (van album Mostly Autumn: Glass Shadows)               | 5:41 |
| 6.  | Yellow time (van album Odin Dragonfly: Offerings)                     | 5:27 |
| 7.  | I’ve seen your star (van album Mantra Vega: The illusion's reckoning) | 5:05 |
| 8.  | Caught in a fold (van album Odin Dragonfly: Offerings)                | 3:38 |
| 9.  | Dark eyes/The dreamer’s wake (van album I am snow)                    | 6:40 |
| 10. | Evergreen (van album Mostly Autumns: Glass Shadows)                   | 9:12 |